# Ravnje (okręg kolubarski)
Ravnje (cyr. Равње) – wieś w Serbii, w okręgu kolubarskim, w mieście Valjevo. W 2011 roku liczyła 172 mieszkańców.